# Serviço Português de Contentores
O Serviço Português de Contentores (SPC), S.A. é uma referência, em Portugal, no processo de suporte logístico, intermodalidade e transporte através da exploração de uma rede de terminais/plataformas logísticas e rodoferroviárias nas áreas de Setúbal, Lisboa e Porto, providenciando assim um  vasto leque de serviços em portos marítimos, terminais terrestres e no aeroporto de Lisboa. Formado em 9 de julho de 1971 o SPC é pioneiro no negócio de contentores em Portugal. Hoje o SPC é o ramo logístico do grupo SAPEC e assume-se como um dos principais actores nacionais na gestão de terminais concessionados ou privados, disponibilizando serviços logísticos a terceiros, com operações em Portugal e Espanha(Pereira).
As actividades Principais do SPC são o parqueamento e reparação de contentores e a gestão de entrepostos aduaneiros.A construção e  implementação de Terminais Multiusos e Multimodais apresenta uma moderna e variada oferta adequados às necessidades das empresas.

## Terminais Multiusos
O SPC opera vários terminais intermodais e multiusos, em Setúbal, Lisboa e Porto, os quais estão implicados na distribuição por estrada e por ferrovia como se apresenta na tabela 1(Cole,2006, p.83-84).
| Nome                                                              | Principais características | Tipos de Tráfego | Tonelagem anual       | Acessos |
| ----------------------------------------------------------------- | --- | --- | --------------------- | --- |
| TML – Terminal Multiusos de Lisboa (Póvoa de Santa Iria)          | Plataforma logística com uma superfície total de 143.000 m², dos quais 60.000 dedicam-se ao depósito de contentores e 14.000 funcionam como armazéns para cargas e descargas. Esta área está projectada para uma futura expansão de mais de 203.000 metros quadrados, chegando a um aumento 4 vezes superior à capacidade actual. | Preparado para a importação e exportação de cargas gerais e contentores destinados à indústria localizada na cintura industrial de Lisboa e Setúbal, ligando-se ao mercado espanhol, principalmente a Madrid.                                                                              | 900.000 toneladas     | Situado entre Lisboa e Alverca, muito perto do Porto de Lisboa, com um acesso rodoviário pela IC2. Um acesso ferroviário através do terminal de Bobadela, em sociedade com a CP. |
| TMN – Terminal Multiusos do Norte (Valongo)                       | Plataforma logística com uma superfície total de 100.000 m², dos quais 50.000 dedicam-se ao depósito de contentores e 7.500 ao armazenamento para as cargas e descargas. Esta área está projectada para uma futura expansão de mais de 150.000 metros quadrados. Desde 2006 que conta com os seus ramais de caminhos de ferro especializados e preparados para a recepção e despacho de comboios internacionais de 500 metros de comprimento. | Preparado para importação e exportação de cargas gerais e contentores desde Europa à indústria do norte da Península Ibérica e em interligação com o Porto de Leixões e as outras plataformas logísticas do grupo.                                                                         | 800.000 toneladas     | Situado aprox. a 15 km de Porto e a 19 km do porto de Leixões, com boas ligações viárias através da A4 com acesso a ramais ferroviários. |
| TMS – Terminal Multiusos de Setúbal (Parque Industrial Sapec Bay) | Plataforma logística com uma superfície total de 100.000 m², dos quais 60.000 estão dedicados ao depósito de contentores e 12.000 de armazéns dedicados a cargas e descargas. Esta área está projectada para uma futura expansão de mais de 300.000 m², chegando a um aumento 6 vezes superior à sua capacidade actual. | Orientado especialmente a mercadorias industriais que fornecem as indústrias instaladas no Parque Industrial Sapec Bay, onde está inserida e a toda a península do hinterland de Lisboa e Setúbal. Em ligação com toda a Europa. 50 % de tráfego por estrada. 50% de tráfego por ferrovia. | Dados não disponíveis | Localiza-se a 50 km de Santarém, na pequena localidade ribatejana de Riachos, perto da Golegã e a 600 metros do nó ferroviário do Entroncamento (100 km de Lisboa e a 500 km de Madrid) integrando numa zona de actividades logísticas com 220 ha - A ZALVT (Zona de Actividades Logísticas do Vale do Tejo). |

### Gestão do Parque de Contentores (Depot)
As operações com contentores incluem(SPC):
- Parqueamento
- Reparação
- Lavagem
- Venda
- Transporte
- Assistência a unidades frigoríficas

O SPC oferece um serviço integrado de embalagem cobrindo todos os serviços de contentores em Portugal a partir dos seus depots no Porto, Lisboa e Setúbal os quais juntos ocupam a área total de 200 000 m². Um moderno serviço de embalagem permite monitorizar todas as operações providenciando informações em tempo real a todos os clientes(Pereira).

### Gestão de armazém
Dentro dos serviços de Armazém incluem-se(SPC):
- Entrepostos aduaneiros -Áreas reservadas a mercadorias destinadas ou provenientes de países não comunitários. O principal objectivo é poder ter os produtos "à mão" sem ter de pagar as imposições legais devidas no acto de colocação dos produtos no consumo, pagando-as só quando tiver a mercadoria vendida.

- Armazém livre - Serviço destinado a produtos nacionais e comunitários, dando a oportunidade de racionalizar custos e movimentar mercadorias sem necessidade de investir em armazéns, máquinas ou mão de obra.

- Cross-docking - Movimenta produtos directamente das plataformas de chegada para as plataformas de saída. No Cross-docking os produtos são recebidos no armazém onde permanecem apenas o tempo necessário até à ordem de entrega.

- Serviços especiais e Transportes de grandes dimensões - Desmantelamentos de unidades industriais, acondicionamento de grandes objectos, embalamentos, encaixotamentos, peações de cargas em contentores e camiões, feiras e exposições garantindo soluções de transporte de equipamentos sujeitos a autorizações especiais.

- Transporte de Contentores -  até aos camiões ou carrinhas da distribuição fraccionada planeando e distribuindo as viaturas de acordo com as solicitações.

- Desconsolidação e consolidação - com um novo conceito que visa eliminar totalmente viagens de contentores vazios entre locais de consolidação ou desconsolidação e os respectivos depots.

- Distribuição e recolha

- Controle e Gestão de stocks

O SPC fornece um serviço integrado de logística que inclui as actividades de consolidação e desconsolidação de contentores, envio e recepção de camiões para e da UE ou países extra comunitários, assim como serviços de armazenagem, handling, controlo e distribuição de bens industriais e de consumo. O SPC disponibiliza também serviços de controlo alfandegário.
O controlo e gestão de stocks é feito com software especifico para o efeito.

### Distribuição estrada-ferrovia

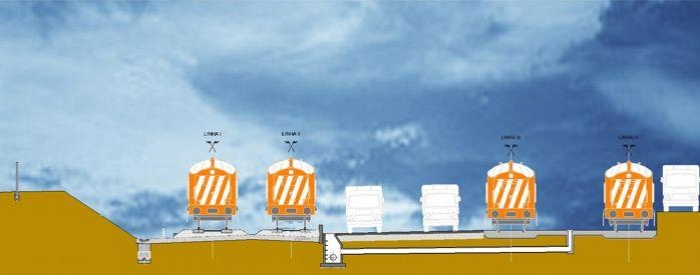
Dstribuição Estrada-Ferrovia

Todos os parques têm os seus próprios meios de transporte e armazéns para carregamento e descarregamento de contentores e camiões .Tirando vantagem das suas ligações ferroviárias, têm-se desenvolvido transportes internacionais com ligações estrada-ferrovia(Pereira).
O serviço de Ferrovia dá resposta a solicitações (door to door), de uma forma rápida, económica e amiga do ambiente(SPC).
- Recepção e expedição de comboios de e para a Europa

- Terminais especializados no transporte intermodal (vagão/ camião/vagão) movimentando contentores, caixas móveis e equipamentos específicos.

- Parceiros privilegiados em lugares estratégicos de Espanha (Irun, Tarragona e Sagunto).

## Logística de Contrato

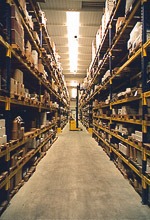
LogiC em armazéns

O SPC possui terminais multiusos e multimodais no Porto, Lisboa e Setúbal, oferecendo 40.000 m² totalmente equipados de armazéns com estantaria, estruturas de porta paletes, mezzanines (estruturas elevada entre o rés do chão e o primeiro andar), equipamentos de movimentação e sistemas de radiofrequência. Tudo isto assegurado por mais de 150 profissionais qualificados e suportado por sistemas informáticos adequados(Pereira).

## Ambiente
O SPC procura desempenhar as suas actividades com o menor impacto para o meio que o envolve. Nesse sentido(Grupo sapec,2008):
- As operações de lavagem de contentores são servidas por estações autónomas com recolha adequada de águas, e produtos amigos do ambiente.

- Os terminais são servidos por ETAR's de efluentes domésticos e industriais.

- Iniciou-se um processo de reaproveitamento de águas pluviais para rega e rede de incêndios.

- A eficiência energética é assegurada pela correcta manutenção de equipamentos de movimentação e por uma adequada construção das instalações.

- A iluminação natural é privilegiada, bem como a utilização de lâmpadas de baixo consumo que regulam o fluxo luminoso em função da iluminação natural disponível em cada momento.

## HST
A Higiene e Segurança no trabalho, também é uma preocupação do SPC contando  com sistemas de detecção e extinção de incêndios, mecanismos e equipas preparadas para actuar em caso de necessidade.
O serviço de higiene e segurança é assegurado por uma empresa líder neste sector de actividade e tendo em conta os requisitos legais, e o bem estar e segurança dos colaboradores e  frequentadores das instalações do SPC, sendo realizados levantamentos dos riscos existentes, procurando assim minimizar a sua ocorrência e gravidade.
Em termos de segurança existem sistemas de detecção de intrusão e CCTV, além do serviço de uma empresa especializada na área assegurando assim maior rigor na segurança das instalações(Grupo sapec,2008).

## Qualidade
O SPC encara a qualidade como uma ferramenta útil. Com ela procura transformar um conjunto de intenções, objectivos e processos numa mais valia para os parceiros, melhorando assim continuamente.
Desta forma, o SPC tem dois terminais certificados o Terminal Multiusos de Lisboa (TML), na Póvoa de Sta Iria, que foi certificado em Outubro de 2004 e também o Terminal Multiusos do Norte (TMN), em Valongo, que foi certificado em Maio de 2007, ambos segundo a norma de referência ISO-9001:2000.
Neste âmbito, um ponto muito valorizado é a satisfação dos clientes. Assim, e com vista a estreitar relações com  os mesmos e para melhor identificar as suas dificuldades, é realizada anualmente uma consulta recorrendo para tal a inquéritos de satisfação.

## Considerações
Intervenção da Secretária de Estado dos Transportes na sessão pública de inauguração da Plataforma Logística do Norte (Valongo) do Serviço Português de Contentores (SPC/Sapec)(Vitorino,2006, p. 2-3):
(...)Do ponto de vista macroeconómico, a crescente internacionalização dos fluxos de mercadorias, a deslocalização e fragmentação da produção e o acentuar da especialização dos mercados de produção têm provocado o aumento das distâncias percorridas pelas mercadorias, potenciando o transporte de grandes quantidades de produtos semi-acabados por via marítima até centros logísticos próximos dos mercados de consumo.
Esta tendência tem conduzido ao desenvolvimento de plataformas logísticas junto aos principais portos, centros de produção e mercados de destino, assentes num sistema de transporte integrado e intermodal, capaz de dar resposta aos fluxos de mercadorias com maior rapidez e eficiência.
Neste sentido, as infraestruturas de transporte e de coordenação logística tornam-se indispensáveis para o desenvolvimento económico e territorial de qualquer economia(...)